# Milite Ignoto

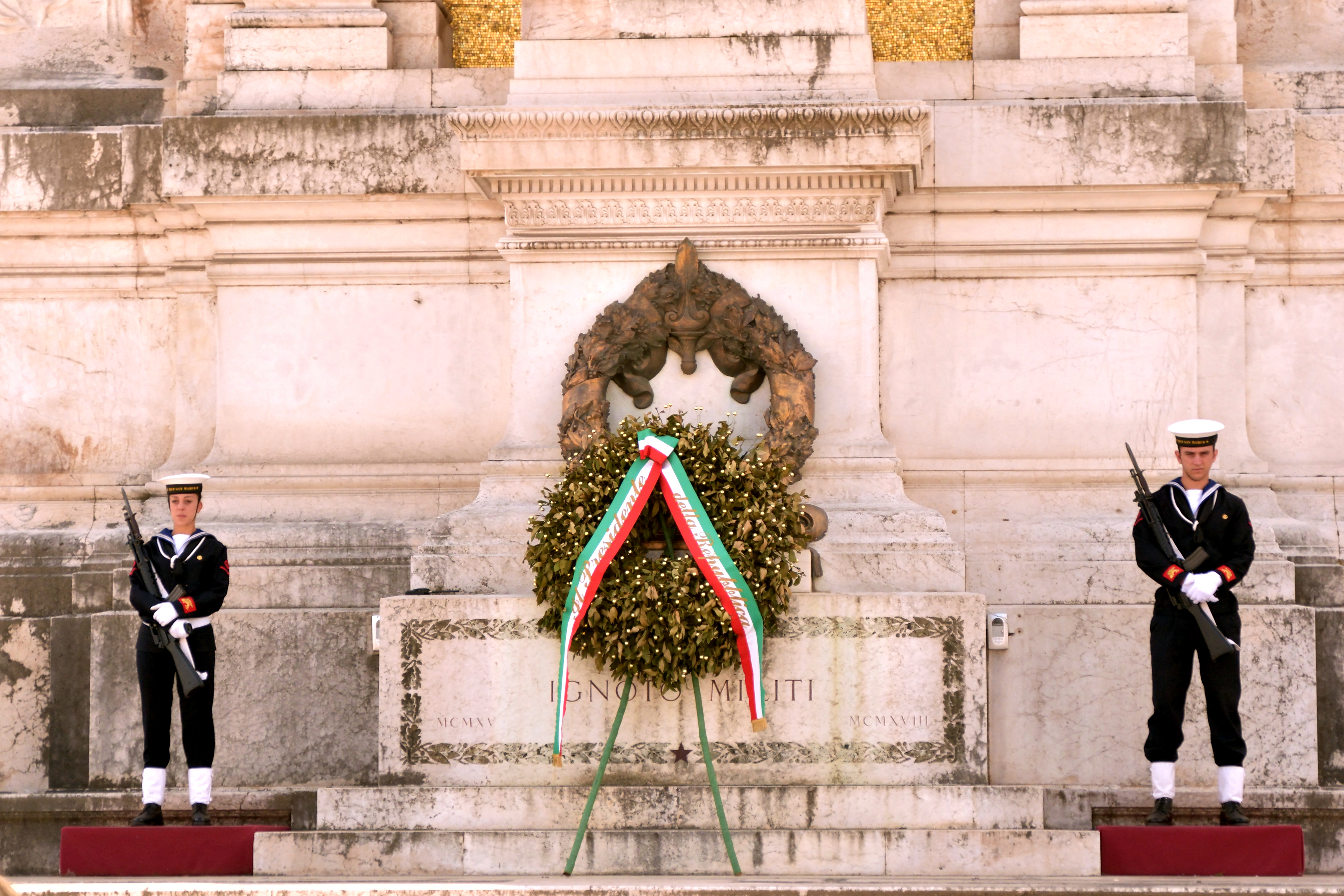
Tomba del Milite Ignoto italiano presso il Vittoriano a Roma

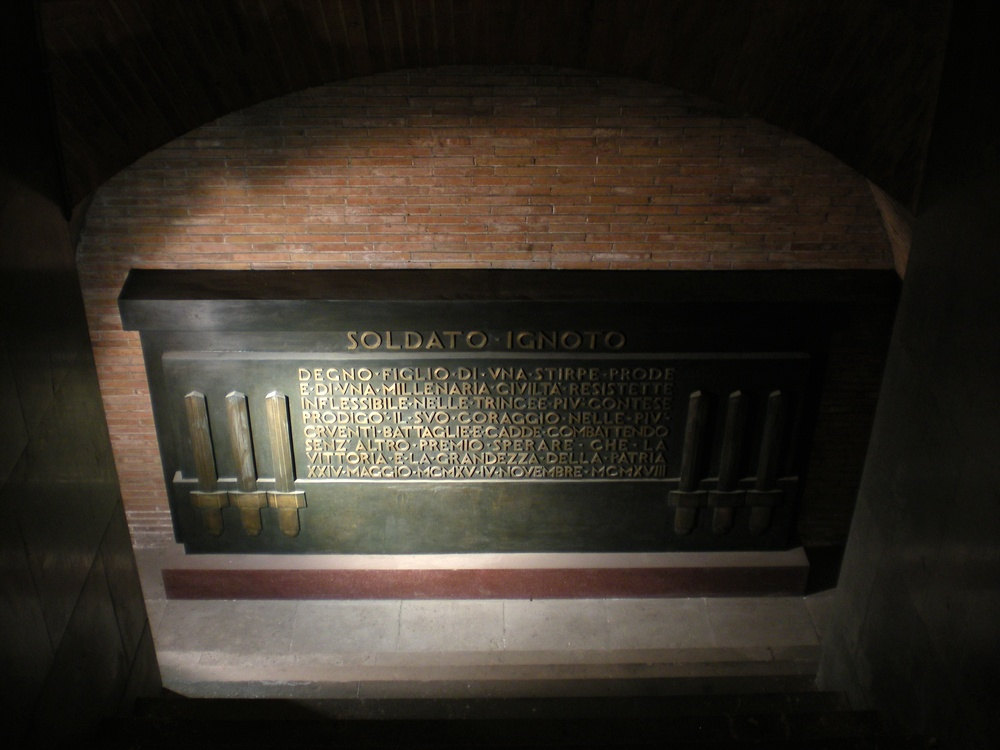
Sacello del Milite Ignoto italiano, che è conservato all'interno del Vittoriano a Roma

Il Milite Ignoto è un militare morto in una guerra il cui corpo non è stato e si pensa non potrà mai essere identificato. La sua tomba è una sepoltura simbolica che rappresenta tutti coloro che sono morti durante i conflitti e non sono mai stati identificati.
Tombe di questo tipo sono in genere scenario di cerimonie ufficiali in cui si commemorano tutti i caduti di una nazione.

## Storia
La pratica di avere una tomba del Milite Ignoto si è diffusa dopo la prima guerra mondiale, conflitto in cui il numero di militari caduti e non identificati fu enorme; fino ad allora i monumenti erano dedicati solo ai condottieri, mentre per i caduti c'erano cimiteri di guerra.
Le prime tombe di milite ignoto dopo la prima guerra mondiale furono create in Francia, sotto l'arco di trionfo a Parigi, e in Inghilterra, nell'abbazia di Westminster, per le commemorazioni dell'11 novembre 1920.
In Italia, dopo ampia discussione  fu deciso che la salma sarebbe stata tumulata al Vittoriano, il cosiddetto Altare della Patria, e così avvenne il 4 novembre 1921, terzo anniversario della vittoria. La salma fu scelta tra undici cadaveri, raccolti in undici significativi teatri di guerra, nella basilica di Aquileia, dalla madre di un sottotenente irredento disperso, Maria Bergamas, in rappresentanza di tutte le donne italiane, madri e spose di soldati caduti o dispersi nella Grande Guerra. Le dieci salme residue, e successivamente anche Maria Bergamas, furono sepolte nel cimitero degli Eroi dietro l'abside della basilica.

## Tombe nel mondo
| Paese                 | Luogo                                                                                  | Immagine | Descrizione |
| --------------------- | -------------------------------------------------------------------------------------- | -------- | --- |
| Argentina             | Cattedrale metropolitana di Buenos Aires a Buenos Aires                                |          | Tomba del Milite Ignoto morto per l'Indipendenza. |
| Australia             | Australian War Memorial a Canberra                                                     |          | La tomba del Milite Ignoto australiano al Australian War Memorial a Canberra. |
| Austria               | Outer Palace Gate all'Heldenplatz a Vienna                                             |          | All'interno della porta neoclassica del 1818 all'Hofburg, l'ex Palazzo Imperiale. |
| Bangladesh            | Jatiyo Smriti Soudho a Savar Upazila                                                   |          | Jatiyo Sriti Shoudho (Bengali: জাতীয় স্মৃতি সৌধ Jatio Sriti Shoudho) o Memorial Martiri Nazionali è il monumento nazionale del Bangladesh, è il simbolo in memoria del valore e il sacrificio di tutti coloro che hanno dato la vita nella guerra di liberazione del Bangladesh del 1971, molti dei quali sono stati sepolti in fosse comuni, tra i quali in questo parco. Il monumento si trova a Savar, a circa 35 km a nord-ovest della capitale, Dacca. È stato progettato da Syed Mainul Hossain. |
| Bangladesh            | Shikha Anirban o 'fiamma eterna' a Dacca                                               |          | Shikha Onirban è stato costruito per commemorare il valore e il sacrificio dei soldati morti delle Forze Armate Bengalesi nella guerra di liberazione bengalese avvenuta nel 1971. |
| Belgio                | Colonna del Congresso a Bruxelles                                                      |          | La tomba del Milite Ignoto, alla base del Monumento. |
| Bolivia               | Monumento al Milite Ignoto a La Paz                                                    |          | La tomba del Milite Ignoto, la parte centrale del Monumento. |
| Brasile               | Monumento nazionale ai caduti della II guerra mondiale, Flamengo Park a Rio de Janeiro |          | La tomba del Milite Ignoto sulla piattaforma del monumento. |
| Brasile               | Monumento votivo militare brasiliano a Pistoia, Italia                                 |          | Monumento votivo militare brasiliano, con il padiglione del monumento. |
| Bulgaria              | Tomba del Milite Ignoto a Sofia                                                        |          | |
| Bulgaria              | Tomba del Milite Ignoto a Haskovo                                                      |          | |
| Canada                | Tomba del Milite Ignoto al National War Memorial, Confederation Square ad Ottawa       |          | [ 1 ] |
| Cile                  | Piazza Generale Manuel Baquedano a Santiago del Cile                                   |          | Contiene i resti di un soldato morto nel 1881 durante la guerra del Pacifico. |
| Cile                  | Plaza de la Cuidadanía a Santiago del Cile                                             |          | Contiene i resti di un soldato che sono stati trovati in Perú. Morto nel 1881 durante la guerra del Pacifico. |
| Cile                  | Cripta del Morro de Arica ad Arica                                                     |          | Contiene i resti di un soldato trovati nel 1998. Morto durante la guerra del Pacifico. |
| Cile                  | Monumento del Marinaio Ignoto                                                          |          | Un monumento eretto in onore ai marinai che hanno combattuto e sono morti nella Battaglia di Iquique, una battaglia navale al largo delle coste del Cile. |
| Repubblica Ceca       | Monumento nazionale di Vítkov a Praga                                                  |          | Contiene i resti di un soldato caduto nella Battaglia di Zborov come parte di un monumento più grande per tutti i soldati cecoslovacchi. |
| Egitto                | Monumento Milite Ignoto ad Il Cairo                                                    |          | Comprende anche la tomba del Presidente Anwar al-Sadat. |
| Egitto                | Memoriale del Marinaio Ignoto ad Alessandria d'Egitto                                  |          | |
| Estonia               | Cimitero delle Forze di Difesa a Tallinn                                               |          | |
| Filippine             | Libingan ng Mga Bayani (Cimitero degli Eroi) a Manila                                  |          | Contiene i resti dei soldati filippini che hanno combattuto nella Rivoluzione filippina, nella Guerra filippino-americana e nella seconda guerra mondiale. |
| Filippine             | Santuario di Valour nella Provincia di Bataan                                          |          | Contiene i resti dei valorosi soldati filippini e americani caduti nella Battaglia di Bataan durante la seconda guerra mondiale. |
| Finlandia             | Cimitero Hietaniemi ad Helsinki                                                        |          | Al centro del cimitero militare sono le tombe del milite ignoto e il Maresciallo Carl Gustaf Emil Mannerheim. |
| Francia               | Tomba del Milite Ignoto all'Arco di Trionfo a Parigi                                   |          | |
| Germania              | Unter den Linden a Berlino                                                             |          | All'interno di un corpo di guardia del XIX secolo, la Neue Wache. |
| Giappone              | Cimitero Nazionale Chidorigafuchi a Tokyo                                              |          | |
| Giappone              | Ryozen Kannon a Kyoto                                                                  |          | |
| Giappone              | Tomba del Milite Ignoto del Mondo ad Ogose, Prefettura di Saitama                      |          | |
| Giappone              | Dai Heiwa Kinen Tō a Tondabayashi, Prefettura di Osaka                                 |          | |
| Grecia                | Tomba del Milite Ignoto in Piazza Syntagma ad Atene                                    |          | - Due citazioni di Tucidide, dall'orazione funebre di Pericle, sono incisi sul muro di contenimento: Μία κλίνη κενὴ φέρεται ἐστρωμένη τῶν ἀφανῶν ("è portato un solo letto (funebre), vuoto, preparato per i dispersi"), e Ἀνδρῶν ἐπιφανῶν πᾶσα γῆ τάφος ("ogni terra è (degna) sepoltura degli uomini illustri"). Le iscrizioni centrali e di fianco una scultura in bassorilievo, raffigurante un oplita morente. - Il monumento è sorvegliato giorno e notte dagli Evzones della Guardia Presidenziale. |
| India                 | Porta dell'India a Nuova Delhi                                                         |          | Brucia in un santuario sotto l'arco della Porta dell'India dal 1971 è l'"Amar Jyoti Jawan" (la fiamma del soldato immortale), che segna la Tomba del Milite Ignoto. Il santuario è di per sé un cenotafio in marmo nero con collocato sopra un fucile, crestato dal casco di un soldato. Ogni lato del cenotafio ha inscritto in oro le parole "Amar Jawan" (Guerriero Immortale) in Hindi (Alfabeto devanagari). Il Primo Ministro dell'India rende omaggio ai caduti del paese insieme con i Capi di Stato Maggiore di ogni braccio delle Forze Armate, ogni Festa della Repubblica Indiana. |
| Indonesia             | The Pandu war cemetery a Bandung                                                       |          | Il "Field of Honor" è un Monumento al Milite Ignoto. A Surabaya c'è anche la Tomba del Marinaio Sconosciuto (olandese) nel cimitero di guerra Kembang Kuning. |
| Iraq                  | Monumento al Milite Ignoto a Baghdad                                                   |          | |
| Israele               | Giardino degli Scomparsi in Guerra sul Monte Herzl a Gerusalemme                       |          | Inizialmente chiamato "Monumento al Milite Ignoto" che divenne sezione della IDF, soldati il cui luogo di sepoltura è sconosciuto. Prima del 2004 il giardino era una piazza dove si eseguivano cerimonie per i soldati israeliani sconosciuti. Per un nuovo Memoriale al Milite Ignoto, l'apertura prevista del National Memorial Hall, che sarà aperta nelle vicinanze, nel 2015. |
| Italia                | Altare della Patria a Roma                                                             |          | La Tomba del Milite Ignoto nel Vittoriano si trova all'interno di una cripta chiamata sacello del Milite Ignoto. |
| Kuwait                | Tomba del Milite Ignoto a Madinat al-Kuwait                                            |          | |
| Libano                | Tomba del milite ignoto a Beirut                                                       |          | La tomba del Milite Ignoto in Libano rappresenta la formazione e l'indipendenza delle Forze Armate Libanesi dall'Esercito Francese nel 1943. La tomba commemora anche i soldati della Legione dell'Oriente e l'Esercito del Levante durante il Mandato Francese del Libano dal 1920 al 1943. Il cenotafio al centro comprende un albero Cedrus libani, circondato da un alloro; il simbolo principale delle Legioni Romane. Intorno al cedro e l'alloro si legge in arabo: "Gloria e l'immortalità per i nostri Eroi Martiri". Dietro il cenotafio ci sono originali Colonne Romane. |
| Lituania              | Vienybės Square a Kaunas                                                               |          | Tomba di Nežinomas kareivis, con resti di soldati che sono morti nei combattimenti contro i bolscevichi nel 1919. |
| Malaysia              | Tugu Negara a Kuala Lumpur                                                             |          | Completato nel 1966 per commemorare i combattenti che avevano combattuto contro l'occupazione giapponese della Malesia, Borneo del Nord e Sarawak e l'occupazione giapponese di pre-indipendenza della Malesia nella seconda guerra mondiale e l'Esercito Malese di liberazione nazionale rivolta nel corso della malese emergenza. Include anche una pre-indipendenza cenotafio, che è stato spostato dalla sua posizione originale vicino al centro storico di Kuala Lumpur, per commemorare i caduti in guerra della Prima guerra mondiale, Seconda guerra mondiale e l'Emergenza malese. |
| Namibia               | Heroes' Acre a Windhoek                                                                |          | La tomba del Milite Ignoto contiene terreno da Cassinga e Oshatotwa dalla Guerra d'indipendenza della Namibia. |
| Nuova Zelanda         | Tomba del Milite Ignoto, National War Memorial a Wellington                            |          | |
| Palestina             | Memoriale (monumento-statua) del Milite Ignoto, in Piazza del Milite Ignoto a Gaza     |          | Il Memoriale del Milite Ignoto prende il nome da 8 soldati (Fidāʾiyyūn) arabo-palestinesi (3 Palestinesi e 5 Egiziani) ignoti morti durante la Guerra arabo-israeliana del 1948 e sepolti in questo luogo sotto il Memoriale (monumento-statua). Il monumento-statua al Milite Ignoto fu costruito nel 1957 per ordine del Presidente egiziano Gamāl ʿAbd al-Nāṣir Ḥusayn per rappresentare i sacrifici dei 2 Popoli fraterni, palestinesi ed egiziani, e la loro difesa dei diritti nazionali, nonché la dignità e l'orgoglio di entrambe le Nazioni. Il piedistallo, in cemento ricoperto di lastre di marmo bianco era alto circa 2 metri e si ergeva su un basamento di 6 gradini di marmo bianco. In alto si trovava una statua bianca di un soldato in equipaggiamento militare, con berretto e senza elmetto, che teneva con la sua mano destra un Mitra "Akaba", mentre con l'indice della mano sinistra indicava verso est (Gerusalemme). |
| Perù                  | Plaza Bolivar a Lima                                                                   |          | Contiene i resti di un soldato morto nel 1881 durante la Guerra del Pacifico. |
| Polonia               | Tomba del Milite Ignoto, Piazza Maresciallo Józef Piłsudski a Varsavia                 |          | Costruito come l'Arcata di Palazzo Sassone, che è stato distrutto dai tedeschi nel 1944. Contiene i resti di un soldato morto tra il 1918 e il 1920. |
| Portogallo            | Tomba del Milite Ignoto al Monastero di Batalha                                        |          | |
| Regno Unito           | Tomba del Milite Ignoto, Westminster Abbey a Londra                                    |          | |
| Romania               | Tomba del Milite Ignoto, Carol Park a Bucarest                                         |          | |
| Russia                | Tomba del Milite Ignoto, Giardini di Alessandro a Mosca                                |          | Monumento al Milite Ignoto Russo, Mosca |
| Serbia                | Monumento al Milite Ignoto sulla Collina Avala vicino a Belgrado                       |          | |
| Siria                 | Tomba del Milite Ignoto a Damasco                                                      |          | |
| Slovenia              | Tomba del Milite Ignoto Francese, Piazza Rivoluzione francese a Lubiana                |          | |
| Somalia               | Tomba del Milite Ignoto a Mogadiscio                                                   |          | Un monumento eretto in onore degli uomini e delle donne somale che sono morti per la difesa della Repubblica di Somalia. È popolarmente conosciuta come Daljirka Dahsoon, ed è un punto di riferimento importante a Mogadiscio. |
| Spagna                | Monumento ai caduti per la Spagna, Plaza de la Lealtad a Madrid                        |          | Popolarmente conosciuta come Obelisco ("Obelisk"), è costruito nello stesso posto dove il Generale Gioacchino Murat ordinò l'esecuzione di numerosi spagnoli dopo il Dos de Mayo rivolta del 1808. Originariamente inaugurato il 2 maggio 1840, è stato inaugurato di nuovo il 22 novembre 1985 da Juan Carlos I di Spagna come un ricordo a tutti coloro che hanno dato la loro vita per la Spagna. Una fiamma eterna alimentata a gas brucia costantemente sul fronte del monumento. |
| Spagna                | Fossar de les Moreres a Barcellona                                                     |          | Il Fossar de les Moreres è una piazza con memoriale a Barcellona (Catalogna, Spagna), adiacente alla basilica di Santa Maria del Mar. La piazza è stata costruita su un cimitero dove sono sepolti i difensori della città seguendo l'Assedio di Barcellona alla fine della Guerra di successione spagnola nel 1714. La piazza conserva il suo uso quotidiano come spazio pubblico, ma anche un posto di rilievo un memoriale per i catalani caduti della guerra, con una torcia di fiamma eterna e un poema eroico di Frederic Soler, "El Fossar de les Moreres". |
| Stati Uniti d'America | Tomba del Milite Ignoto, Arlington National Cemetery ad Arlington, Virginia            |          | La Tomba del Milite Ignoto al Cimitero Nazionale di Arlington si trova su una collina che domina Washington, D.C.. Il 4 marzo 1921, il Congresso ha approvato la sepoltura di un non identificato soldato americano dalla prima guerra mondiale in Plaza of the New Memorial Amphitheater. Il sarcofago di marmo bianco, di forma piatta sul lato principale e sollevato agli angoli e lungo i lati da lesene neo-classiche, o colonne, incastonati nella superficie. Scolpite nel pannello est che si affaccia su Washington, D.C., ci sono tre figure greche che rappresentano la pace, la vittoria e il valore. Le sei corone, tre scolpite su ciascun lato, rappresentano le sei principali campagne della Prima guerra mondiale. La scritta sul retro della tomba è composta dalle parole: Qui riposa nella gloria onorato un soldato americano noto solo a Dio. Il sarcofago è stato posto sopra la tomba del Milite Ignoto della Prima guerra mondiale. A Occidente della stessa ci sono le cripte di militi sconosciuti della Seconda guerra mondiale e della Guerra di Corea, più una cripta vuota onora i membri dei servizi mancanti da tutti i conflitti. Queste tre tombe sono contrassegnate con lastre di marmo bianco a filo con la piazza. La cripta vuota originariamente deteneva i resti di un milite sconosciuto della Guerra del Vietnam, ma è stato identificato nel 1998 e le sue spoglie restituite alla famiglia per la sepoltura a Saint Louis. |
| Stati Uniti d'America | Tomba del Milite Ignoto della Guerra civile, Washington Square a Filadelfia            |          | |
| Stati Uniti d'America | Tomba del Milite Ignoto, Cimitero nazionale di Arlington ad Arlington, Virginia        |          | Contiene i resti di 2.111 soldati sconosciuti dell'Unione e della Confederazione della Guerra Civile. |
| Stati Uniti d'America | Tomba del Milite Ignoto a Beauvoir a Biloxi, Mississippi                               |          | |
| Turchia               | Memoriale di Çanakkale Martyrs a Gallipoli                                             |          | Eretto per i martiri sconosciuti del fronte di Çanakkale, che è stata l'arena per la Battaglia di Gallipoli durante la prima guerra mondiale. Inaugurato il 20 agosto 1960. Un altro monumento nello stesso sito è per i soldati stranieri (per lo più dell'Australian and New Zealand Army Corps) che hanno perso la vita nello stesso scontro. |
| Ucraina               | Tomba del Milite Ignoto, Dnieper Park a Kiev                                           |          | |
| Ucraina               | Monumento del Milite Ignoto, Shevchenko Park a Odessa                                  |          | |
| Ungheria              | Piazza degli Eroi a Budapest                                                           |          | |
| Venezuela             | Tomba del Milite Ignoto Campo de Carabobo, Carabobo                                    |          | Contiene i resti di un soldato Venezuelano che è morto nel 1824 durante la Battaglia di Ayacucho. |
| Zimbabwe              | Statua del Milite Ignoto presso il National Heroes Acre, Harare                        |          | |